# 이정헌 (조선)
이정헌(李庭憲 ?~1592)은 조선 중기의 무신이다. 1592년 5월 23일(음력 4월 13일) 임진왜란이 발발하자 부산진성 전투에서 전사했다.

## 상세
문과시험을 준비하다가 일본의 움직임이 심상치 않다는 소식을 듣고 1591년(선조 24) 무과에 응시 급제하여 부산진 첨절제사 정발(鄭撥)의 조방장(助防將)이 되었다. 이정헌은 상관인 정발이 손님을 맞이하는 예에 대하여 자문을 구할 정도로 학식이 뛰어났다. 임진왜란이 발발한 1592년 4월 13일 부산진성 전투에서 왜군을 맞아 싸우다 전사했다.